# Mantes-la-Jolie
Mantes-la-Jolie település Franciaországban, Yvelines megyében. Lakosainak száma 44 246 fő (2022. január 1.). Mantes-la-Jolie Buchelay, Follainville-Dennemont, Guernes, Limay, Mantes-la-Ville és Rosny-sur-Seine községekkel határos.

## Népesség
A település népességének változása:
| Lakosok száma | 45 052 | 44 799 | 44 231 | 44 299 | 44 227 | 43 921 | 43 945 | 44 539 | 44 246 |
|               | 2013   | 2015   | 2016   | 2017   | 2018   | 2019   | 2020   | 2021   | 2022   |